# RAF Signals Command
Das RAF Signals Command  war zwischen 1958 und 1969 das Fernmeldekommando der britischen Royal Air Force (RAF).

## Geschichte
Am 24. April 1946 wurde in Danesfield Court in Medmenham bei Marlow die No 90 (Signals) Group gebildet, die Funktionen der No. 26 Group, No. 60 Group, No. 100 Group sowie der No. 80 Wing übernahm. Erster Kommandeur dieser Einheit war Generalmajor (Air Vice Marshal) Edward Addison. Am 3. November 1958 wurde die No. 90 (Signals) Group in den Status eines Kommandos erhoben und trug fortan den Namen Luftwaffenfernmeldekommando (RAF Signals Command) mit dem Motto „Aetherem Vincere“ (‚Zur Überwindung des Himmels‘). Erster Kommandierender General des RAF Signals Command wurde der bisherige Kommandeur der No. 90 (Signals) Group, Air Vice Marshal Leslie Dalton-Morris. Am 1. Januar 1969 verlor das RAF Signals Command wiederum seinen Status als Kommando und wurde als No. 90 (Signals) Group dem Luftangriffskommando (RAF Strike Command) untergeordnet. Am 1. September 1972 wurde die No. 90 (Signals) Group dem Luftwaffeninstandhaltungskommando (RAF Maintenance Command) unterstellt. Nachdem das RAF Maintenance Command am 31. August 1973 ebenfalls aufgelöst wurde, wurde die No. 90 (Signals) Group schließlich dem Luftunterstützungskommando (RAF Support Command) unterstellt.

## Befehlshaber
Das RAF Signals Command unterstand einem Generalmajor (Air Vice Marshal) als Kommandierendem General AOC-in-C (Air Officer Commander-in-Chief) entsprechend dem heutigen NATO-Rangcode OF-7. 
| Amtszeitbeginn   | Dienstgrad       | Amtsinhaber                        |
| ---------------- | ---------------- | ---------------------------------- |
| 3. November 1958 | Air Vice Marshal | Leslie Dalton-Morris               |
| 1. März 1961     | Air Vice Marshal | Alick Foord-Kelcey (kommissarisch) |
| 9. Juni 1961     | Air Vice Marshal | Walter Pretty                      |
| 1. Februar 1964  | Air Vice Marshal | Thomas Shirley                     |
| 7. Mai 1966      | Air Vice Marshal | Benjamin Ball                      |
| 1. Januar 1969   |                  | Auflösung des RAF Signals Command  |